# Université de Rome « Campus bio-médical »
Pour les articles homonymes, voir Université de Rome.
L'université de Rome « Campus bio-médical » (en italien : Università Campus Bio-medico) est une université italienne spécialisée dans les sciences bio-médicales, basée à Rome. Elle a été fondée en 1993. Le ministère italien de l'Université et de la Recherche scientifique et technologique a autorisé l'université à délivrer titres universitaires valables en Italie et à l'étranger, selon la législation européenne.

## Description
L'université comprend une faculté de médecine qui délivre une licence en médecine (6 ans), la licence d'infirmier (3 ans), la licence de diététicien (3 ans), et la faculté d'ingénierie avec la Grande École d'ingénierie biomédicale (5 ans).
Le campus Bio-Medico a été conçu comme un centre d'enseignement universitaire, d'assistance sanitaire et de recherche avancée.
Par ses activités de formation doctrinale et spirituelle, l'Opus Dei soutient la mission du Campus, promeut son identité chrétienne et assiste spirituellement ceux qui y travaillent et le souhaitent.
Le Campus, et en particulier son école de spécialisation en obstétrique et gynécologie, est attaqué par l'AMICA (l'association des médecins italiens de la contraception et de l'avortement), l'association Luca Coscioni et l'UAAR parce qu'il interdit dans ses salles de cours, l'ayant écrit dans ses statuts (dans la partie appelée : Charte des finalités), l'enseignement de la pratique de l'avortement (ainsi que celle de l'euthanasie, de la stérilisation et de l'insémination artificielle), imposant de fait aux stagiaires une objection de conscience d'institut, qui n'est donc plus personnelle, contre l'avortement, en violation de la loi en la matière. Les associations susmentionnées demandent aux autorités ministérielles et universitaires de retirer l'agrément ministériel de l'école d'obstétrique et de gynécologie.